# Rue Anatole France (Bruxelles)
Pour les articles homonymes, voir Rue Anatole-France.
La rue Anatole France (en néerlandais : Anatole Francestraat) est une rue bruxelloise de la commune de Schaerbeek qui va de l'avenue Georges Rodenbach jusqu'au carrefour de l'avenue Georges Eekhoud et du square François Riga en passant par la rue Auguste Snieders, l'avenue Colonel Picquart, l'avenue Jean Jaurès et l'avenue Maurice Maeterlinck.
La rue porte le nom d'un écrivain français, François-Anatole Thibault, dit Anatole France, né à Paris le 16 avril 1844 et décédé à Saint-Cyr-sur-Loire le 12 octobre 1924.

## Adresses notables
- no 31 : Croix-Rouge de Belgique - section locale Schaerbeek
- no 94 : Anciennement bureau de poste déplacé à la chaussée de Helmet
- no 102 : École F.D.I
- no 119 : Maison passive[1]